# Padařov
Padařov (německy Padarschow) je malá vesnice, část města Jistebnice v okrese Tábor v Jihočeském kraji. Nachází se asi čtyři kilometry jižně od Jistebnice. Prochází tudy železniční trať Tábor–Ražice se zastávkou Padařov. Padařov je také název katastrálního území o rozloze 3,82 km².

## Historie
První písemná zmínka o vesnici pochází z roku 1369.

## Obyvatelstvo
| Rok            | 1869 | 1880 | 1890 | 1900 | 1910 | 1921 | 1930 | 1950 | 1961 | 1970 | 1980 | 1991 | 2001 | 2011 | 2021 |
| -------------- | ---- | ---- | ---- | ---- | ---- | ---- | ---- | ---- | ---- | ---- | ---- | ---- | ---- | ---- | ---- |
| Počet obyvatel | 206  | 265  | 230  | 240  | 201  | 219  | 173  | 160  | 153  | 148  | 147  | 124  | 126  | 140  | 139  |
| Počet domů     | 29   | 32   | 32   | 32   | 32   | 32   | 32   | 40   | 37   | 35   | 35   | 44   | 46   | 48   | 53   |

## Obecní správa
Při sčítání lidu v letech 1850–1960 Padařov byl samostatnou obcí v okrese Tábor. V letech 1961–1980 byl částí obce Makov v okrese Tábor. Od 1. července 1980 je částí města Jistebnice v okrese Tábor. V letech 1850–1929 k obci patřil Makov a v letech 1850–1960 také Hůrka.

## Pamětihodnosti
- Pomník Alfonse Šťastného

## Osobnosti
- Od roku 1855 zde hospodařil Alfons Ferdinand Šťastný (1831–1913), agrární filosof a politik.

## Galerie

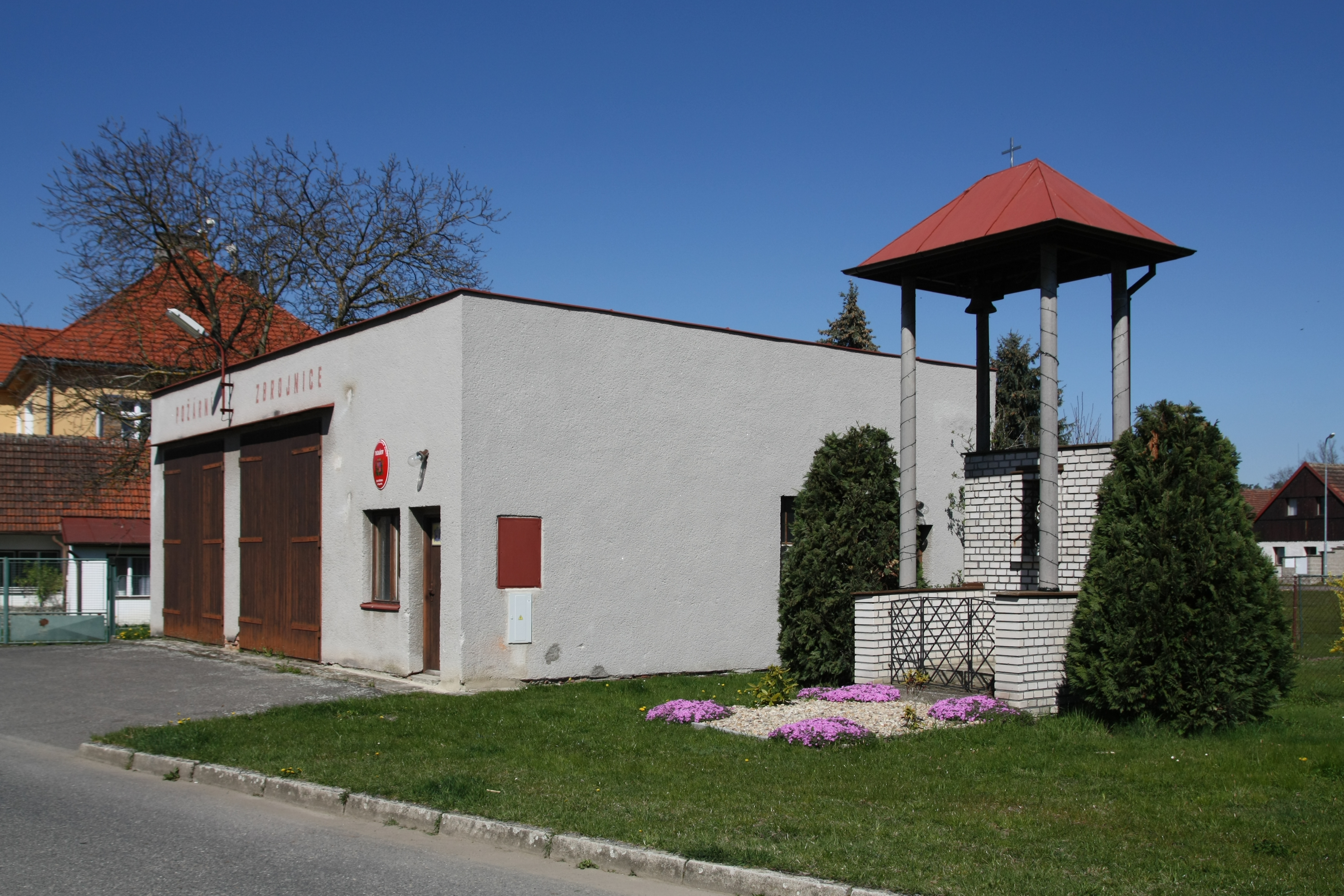
Hasičská zbrojnice a zvonice ve vesnici (2019)
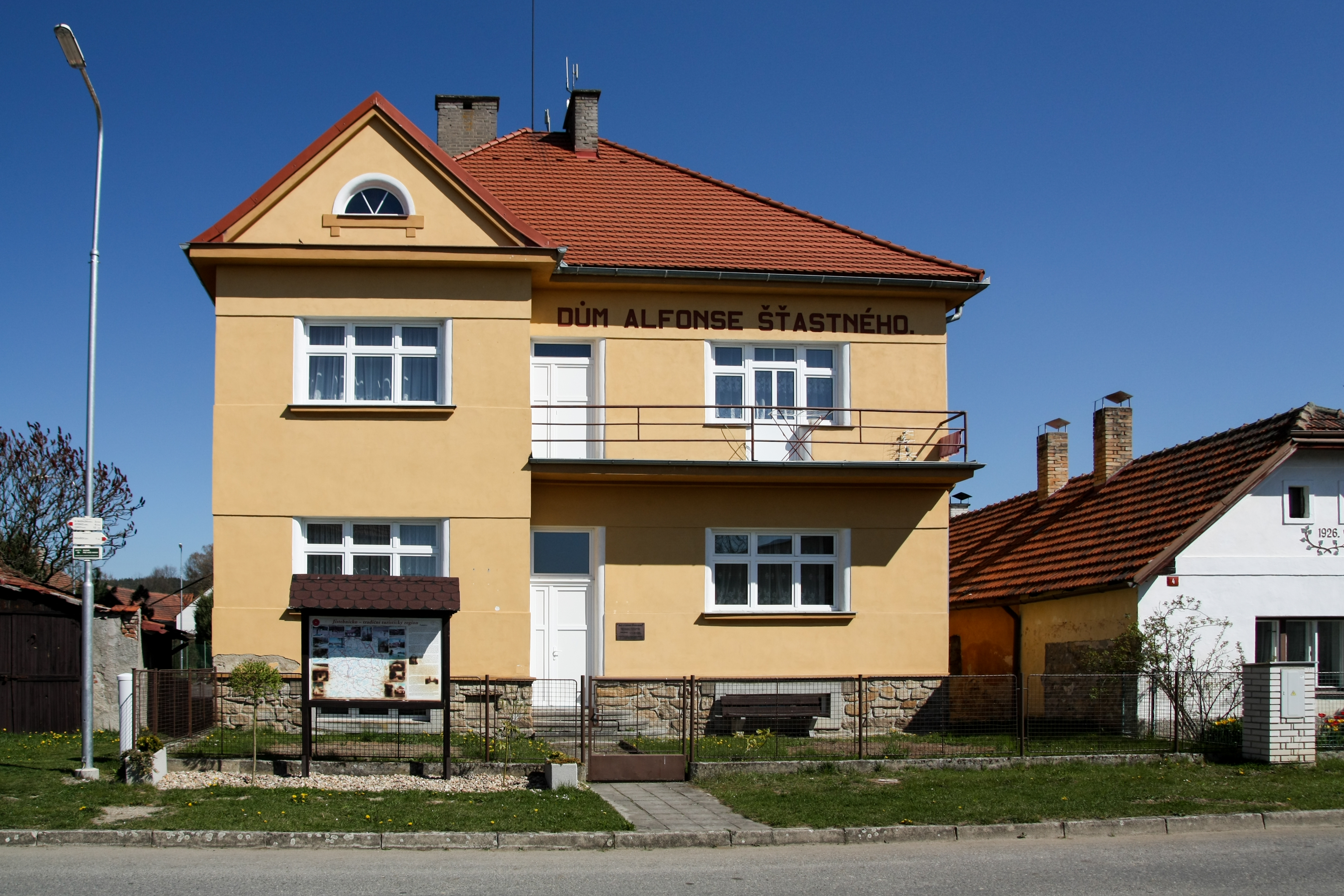
Dům Alfonse Šťastného (2019)
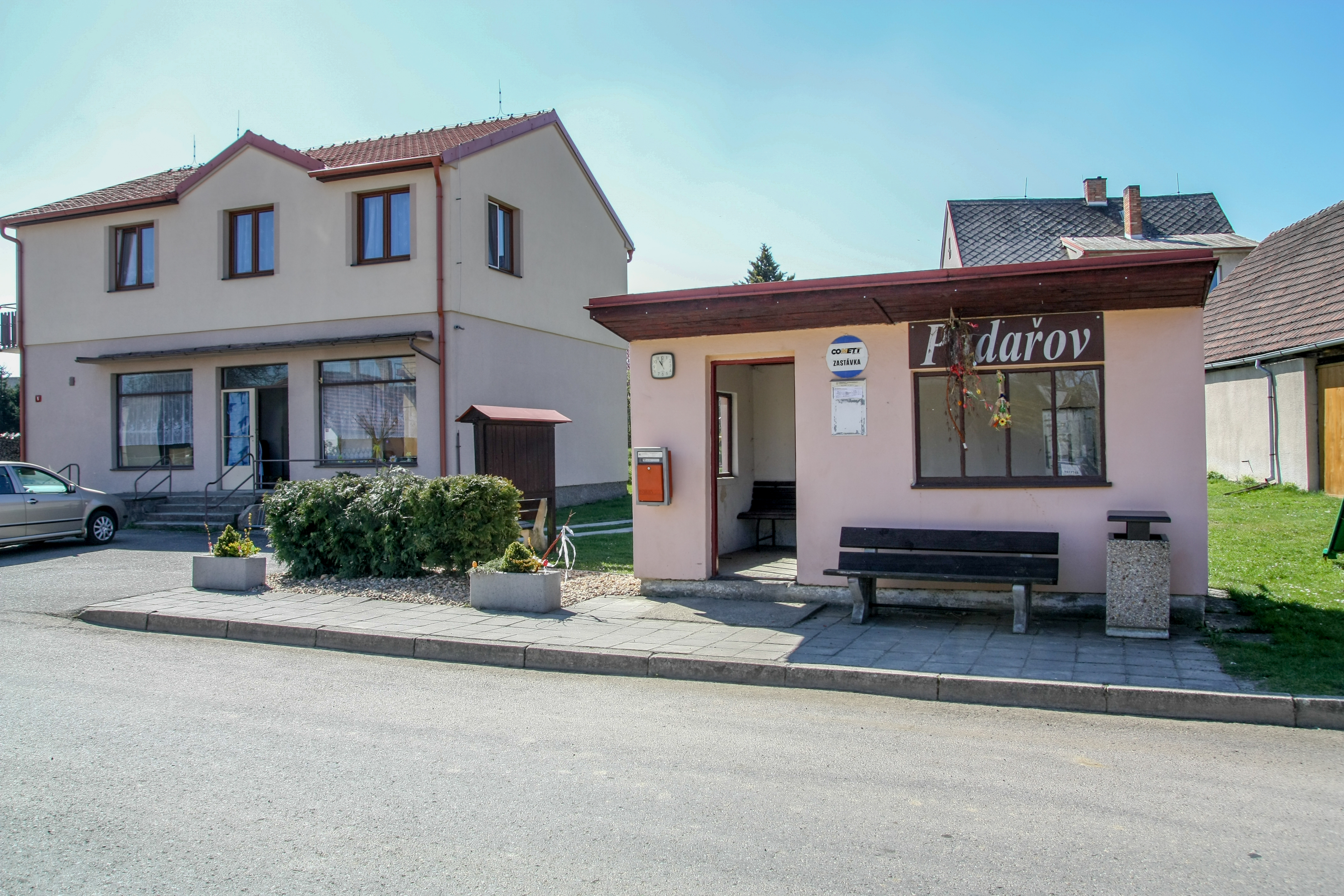
Autobusová zastávka (2019)
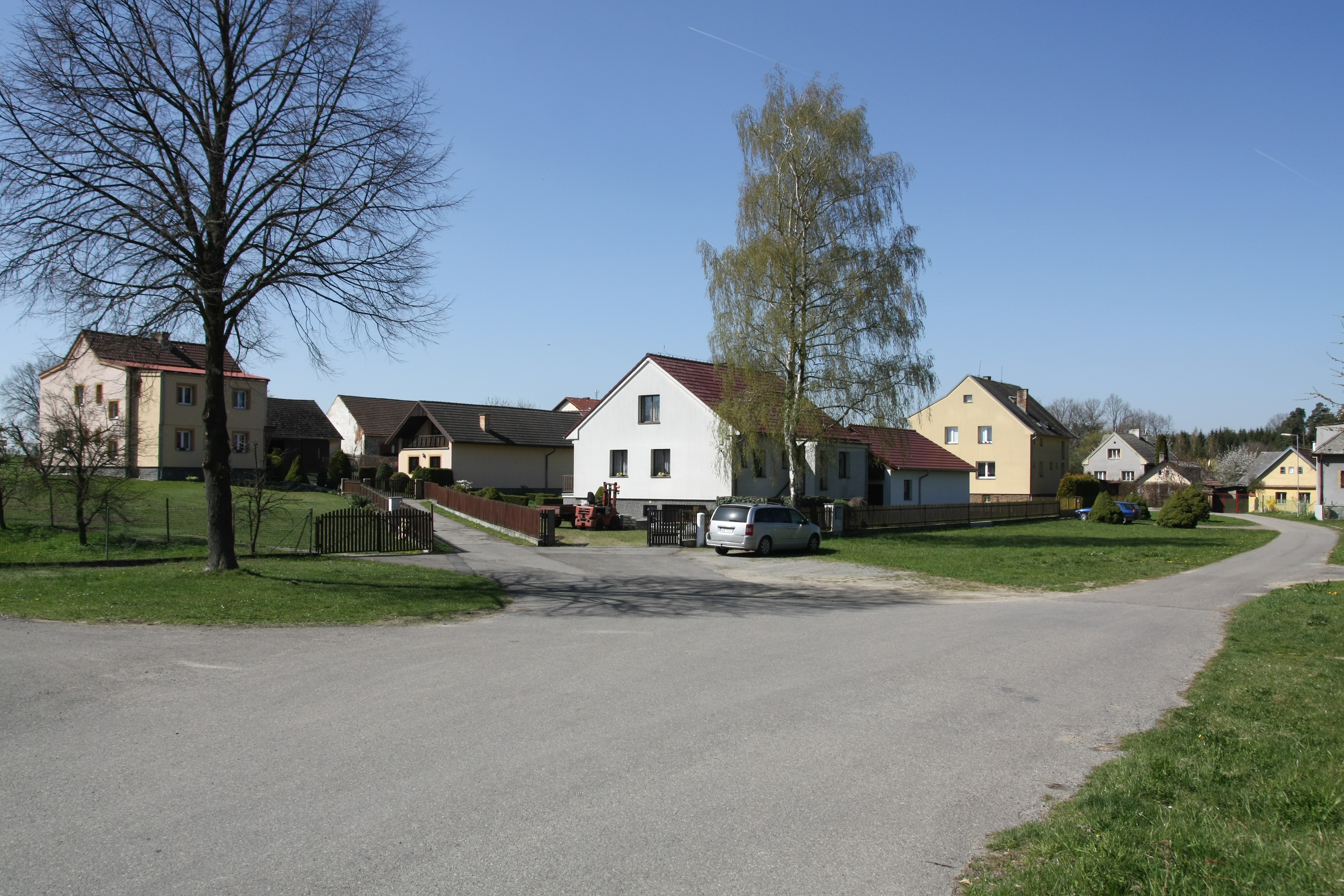
Ulice (2019)
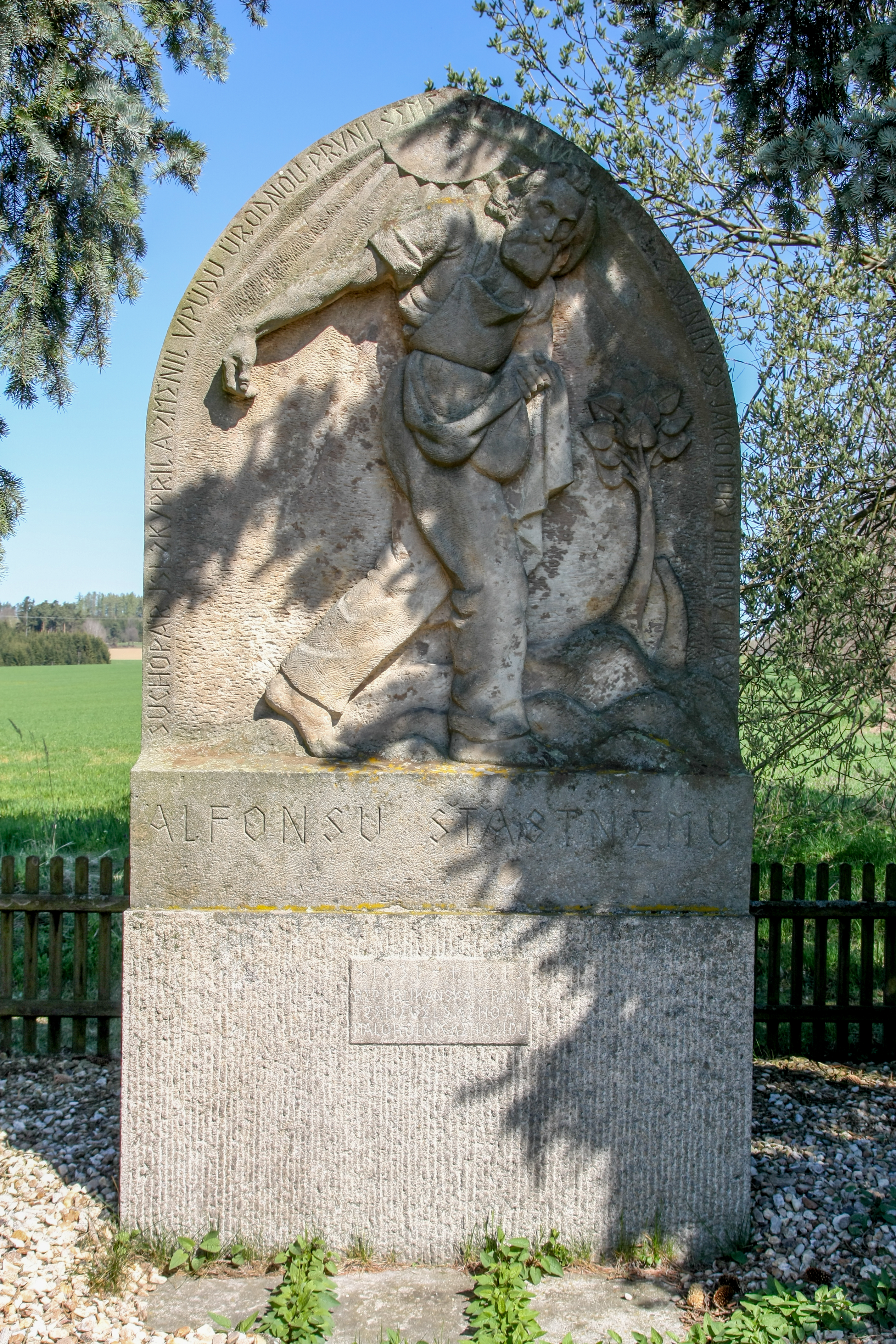
Památník Alfonse Šťastného (2019)